# Булавобрюх Ванбринка
Булавобрюх Ванбринка (лат. Cordulegaster vanbrinkae) — вид стрекоз семейства Cordulegastridae.

## Этимология
Видовое название дано в честь профессора Дженни М. ван Бринка (Janny M. van Brink) за её заслуги в изучении стрекоз.

## Описание
Вид был описан в 1993 году и длительное время был известен только по голотипу, пойманному в 1971 году в лесах Эльбурсских гор у южного побережья Каспийского моря на севере Ирана. В 2012 году вид был найден в Армении в зоне широколиственных грабово-дубовых лесов Сюникской области. На территории Армении вид известен из двух изолированных локалитетов, находящихся в 8 км друг от друга. Вид здесь обитает у лесных ручьев с каменистым руслом, образующих правые притоки рек Чайзами и Джейнамдере.
Биология вида не изучена. В настоящее время известны находки только самцов этого вида. Ввиду отсутствия информации численности и ареале вида, этот вид Международным союзом охраны природы был отнесен к категории «Недостаточно данных» (Data Deficient).